# Christian Sbrocca
Christian Sbrocca (né le 22 janvier 1974 à Montréal au Canada) est un joueur professionnel de hockey sur glace italo-canadien. Il est également chanteur.

## Carrière de joueur
Il commence sa carrière en 1991 avec l'université de UMass-Lowell dans le championnat NCAA. En 1996, il rejoint les Ice Pilots de Pensacola en ECHL et joue une partie de la saison avec les Rafales de Québec en LIH. En 1997, il porte les couleurs du HC Fassa en Serie A. De 1998 à 2006, il évolue dans différents clubs en LNAH. En 2006-2007, il commence la saison au HC TWK Innsbruck en Erste Bank Liga avant de revenir au Mission de Sorel-Tracy en LNAH.

## Statistiques
Pour les significations des abréviations, voir Statistiques du hockey sur glace.
| Saison                      | Équipe                      | Ligue                       |     | Saison régulière | Saison régulière | Saison régulière | Saison régulière | Saison régulière |    | Séries éliminatoires | Séries éliminatoires | Séries éliminatoires | Séries éliminatoires | Séries éliminatoires |
| Saison                      | Équipe                      | Ligue                       | PJ  | B                | A                | Pts              | Pun              | PJ               | B  | A                    | Pts                  | Pun                  |                      |                      |
| 1992-1993                   | UMass Lowell                | NCAA                        | 39  | 10               | 17               | 27               | 63               |                  |    |                      |                      |                      |                      |                      |
| 1993-1994                   | UMass Lowell                | NCAA                        | 40  | 14               | 24               | 38               | 80               |                  |    |                      |                      |                      |                      |                      |
| 1994-1995                   | UMass Lowell                | NCAA                        | 39  | 15               | 32               | 47               | 110              |                  |    |                      |                      |                      |                      |                      |
| 1995-1996                   | UMass Lowell                | NCAA                        | 40  | 17               | 42               | 59               | 62               |                  |    |                      |                      |                      |                      |                      |
| 1996-1997                   | Ice Pilots de Pensacola     | ECHL                        | 65  | 25               | 46               | 71               | 201              | 12               | 4  | 5                    | 9                    | 26                   |                      |                      |
| 1996-1997                   | Rafales de Québec           | LIH                         | 6   | 1                | 2                | 3                | 8                | -                | -  | -                    | -                    | -                    |                      |                      |
| 1997-1998                   | HC Fassa                    | Série A                     | 43  | 19               | 47               | 66               | 117              |                  |    |                      |                      |                      |                      |                      |
| 1998-1999                   | Ice Pilots de Pensacola     | ECHL                        | 3   | 1                | 4                | 5                | 6                | -                | -  | -                    | -                    | -                    |                      |                      |
| 1998-1999                   | Chiefs de Laval             | LHSPQ                       | 18  | 9                | 20               | 29               | 20               | 18               | 9  | 20                   | 29                   | 20                   |                      |                      |
| 1999-2000                   | Chiefs de Laval             | LHSPQ                       | 35  | 17               | 47               | 64               | 69               | 7                | 1  | 3                    | 4                    | 32                   |                      |                      |
| 2000-2001                   | Mission de Joliette         | LHSPQ                       | 32  | 20               | 37               | 57               | 46               | 18               | 5  | 21                   | 26                   | 36                   |                      |                      |
| 2001-2002                   | Chiefs de Laval             | LHSPQ                       | 31  | 15               | 30               | 45               | 37               | 19               | 11 | 12                   | 23                   | 12                   |                      |                      |
| 2002-2003                   | Mission de Saint-Jean       | LHSPQ                       | 44  | 23               | 41               | 64               | 134              | 15               | 9  | 23                   | 32                   | 18                   |                      |                      |
| 2003-2004                   | Mission de Saint-Jean       | LHSMQ                       | 48  | 26               | 33               | 59               | 133              | 17               | 5  | 26                   | 31                   | 36                   |                      |                      |
| 2004-2005                   | Mission de Sorel-Tracy      | LNAH                        | 47  | 25               | 59               | 84               | 102              | 8                | 4  | 10                   | 14                   | 18                   |                      |                      |
| 2005-2006                   | Mission de Sorel-Tracy      | LNAH                        | 45  | 24               | 48               | 72               | 59               | 11               | 3  | 10                   | 13                   | 22                   |                      |                      |
| 2006-2007                   | HC TWK Innsbruck            | Erste Bank Liga             | 24  | 8                | 17               | 25               | 92               | -                | -  | -                    | -                    | -                    |                      |                      |
| 2006-2007                   | Mission de Sorel-Tracy      | LNAH                        | 19  | 10               | 26               | 36               | 24               | 9                | 7  | 7                    | 14                   | 2                    |                      |                      |
| 2007-2008                   | CIMT de Rivière-du-Loup     | LCH-AAA                     | 2   | 0                | 2                | 2                | 4                | -                | -  | -                    | -                    | -                    |                      |                      |
| Totaux LHSPQ / LHSMQ / LNAH | Totaux LHSPQ / LHSMQ / LNAH | Totaux LHSPQ / LHSMQ / LNAH | 319 | 169              | 341              | 510              | 624              | 122              | 54 | 132                  | 186                  | 196                  |                      |                      |

## Trophées et honneurs personnels
Ligue nord-américaine de hockey
- 2001-2002 : remporte la Coupe Futura avec les Chiefs de Laval.
- Au terme de la saison 2012-2013, il figure au 15e rang des meilleurs marqueurs de l’histoire de la ligue avec 510 points.
- Il est aussi au 23e rang pour le nombre de buts marqués (169) et au 12e rang pour le nombre d’assistances (341).

## Carrière de chanteur

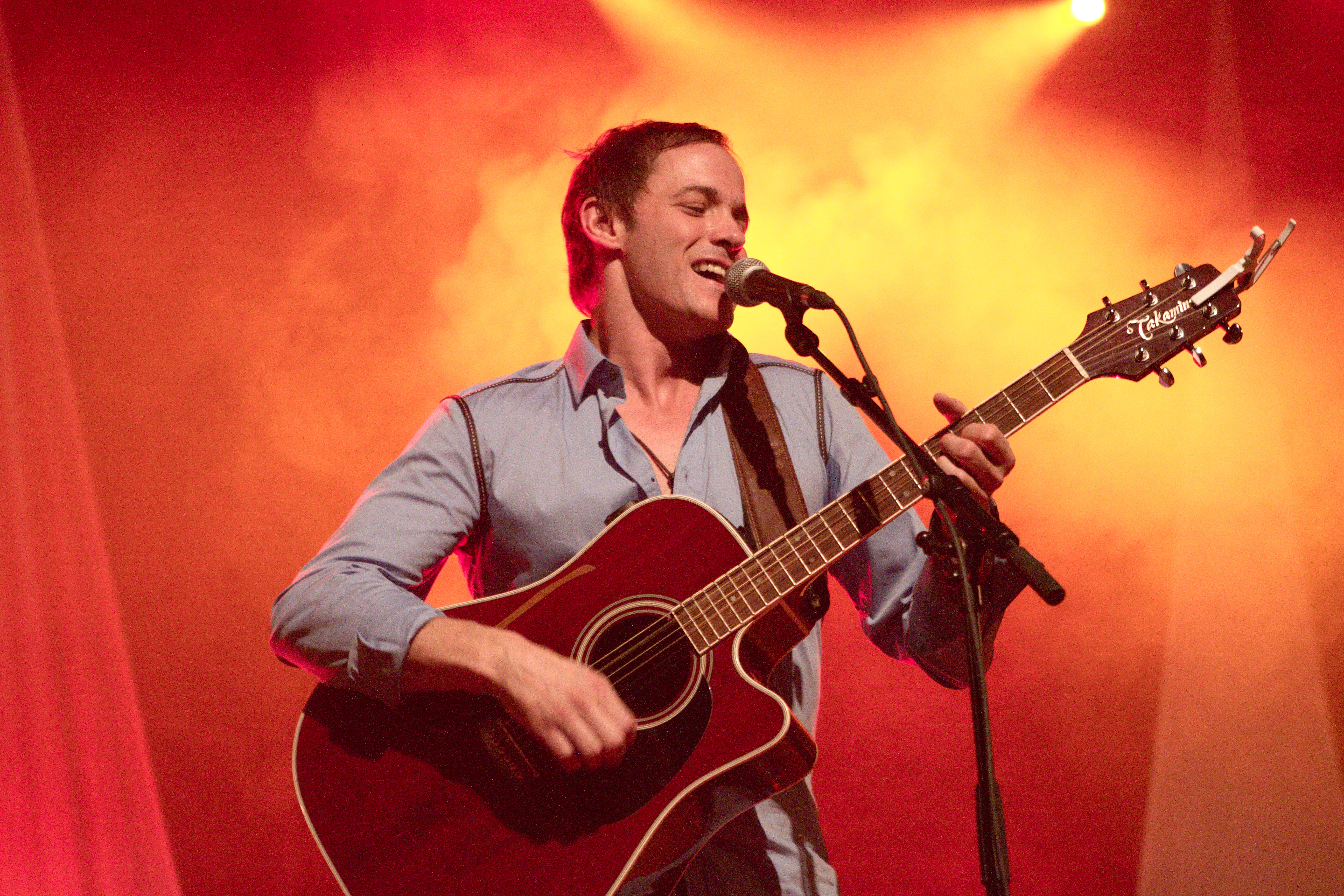
Christian Sbrocca en concert lors du Festival de la chanson française du Pays d'Aix en octobre 2010

- 1999 : My Script
- 2004 : Le Balafré
- 2008 : L'opinion des autres